# John McEntire
Pour les articles homonymes, voir McEntire.
John McEntire, né le 9 avril 1970 à Portland (Oregon), est un musicien américain. Ingénieur du son, batteur et multi-instrumentiste, il est actuellement membre de Tortoise, The Sea and Cake et Red Krayola, et a auparavant fait partie d'autres groupes comme Gastr del Sol, Bastro, My Dad Is Dead, Seam, The Stokastikats et The Oily Bloodmen. Il était également un élément prééminent de la formation Terminal Pharmacy de Jim O'Rourke et a participé à de nombreux autres projets de ce dernier.
McEntire est le propriétaire des studios Soma à Chicago dans lesquels ont enregistré de nombreux artistes indépendants (notamment Allá, David Grubbs, Nobukazu Takemura, Radian, Royal Trux, Stereolab, Teenage Fanclub, Wilco, Will Oldham et David Pajo). Il a été étudiant à l'Oberlin College, tout d'abord en percussions, puis au nouveau programme de technologie dans la musique et les arts. Il a mixé et produit un grand nombre d'enregistrements.
Il prend en charge la production de la plupart des enregistrements des groupes dont il fait partie mais aussi ceux de ses partenaires comme Sam Prekop, Archer Prewitt, Jeff Parker et Doug McCombs. Parmi les groupes avec lesquels il a collaboré en tant que producteur on peut citer Bright Eyes, Kaki King, Tom Zé, The Ex, Eleventh Dream Day, Cougar, Antibalas, The For Carnation, Dianogah, U.S. Maple, Chicago Underground Duo, The Fiery Furnaces, Broken Social Scene et The Pastels.
Pour Bettina Richards, fondatrice de Thrill Jockey, le travail de John McEntire « contribue grandement à faire baisser les coûts de production » et au développement du label.